# Тапіранга червона
Тапіра́нга червона (Ramphocelus dimidiatus) — вид горобцеподібних птахів родини саякових (Thraupidae). Мешкає в Центральній і Південній Америці.

## Опис

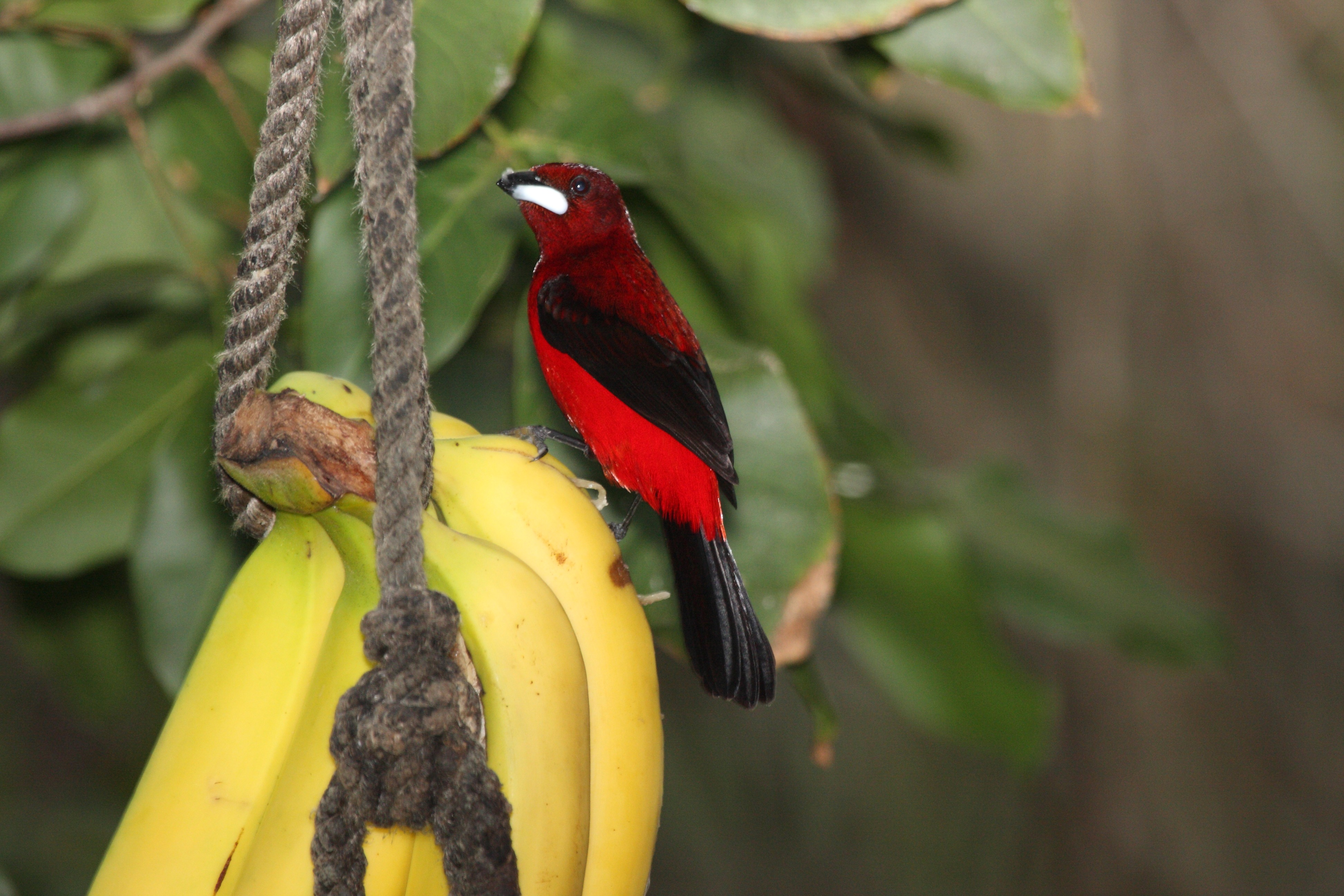
Самець червоної тапіранги

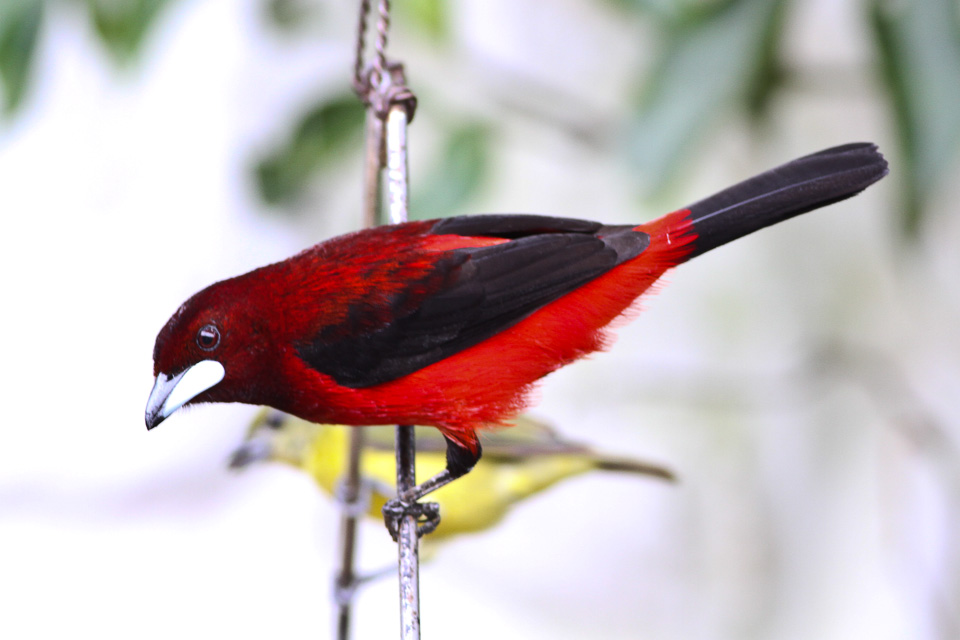
Самець червоної тапіранги

Довжина птаха становить 18 см. Самці мають переважно червоне забарвлення, спина і надхвістя більш яскраві. Крила, хвіст і центральна частина живота чорні. Дзьоб товстий, зверху чорнуватий, знизу сріблясто-білий. Самиці мають більш тьмяне забарвлення, горло і груди у них чорнуваті, чорна пляма на животі відсутня, дзьоб чорнуватий.

## Підвиди
Виділяють чотири підвиди:
- R. d. arestus Wetmore, 1957 — острів Коїба;
- R. d. limatus Bangs, 1901 — Перлові острови[en] (Панамська затока);
- R. d. dimidiatus Lafresnaye, 1837 — Панама, північна Колумбія і західна Венесуела;
- R. d. molochinus Meyer de Schauensee, 1950 — північ центральної Колумбії (верхів'я Магдалени).

## Поширення і екологія
Червоні тапіранги мешкають в Панамі, Колумбії і Еквадорі, а також були інтродуковані на острові Таїті у Французьуій Полінезії. Вони живуть на узліссях вологих рівнинних тропічних лісів, на порослих чагарниками галявинах, в чагарникових заростях, на плантаціях і в садах. Зустрічаються на висоті до 1700 м над рівнем моря. Живляться переважно плодами. В кладці 2 блакитних яйця, поцяткованих темними плямками.